# Wharton (Cheshire)
Wharton – osada w Anglii, w hrabstwie Cheshire. W 1931 roku civil parish liczyła 3692 mieszkańców. Wharton jest wspomniana w Domesday Book (1086) jako Wanetune.